# آب‌انبار آسیاب شفیع‌آباد
آب‌انبار آسیاب شفیع‌آباد اثری تاریخی مربوط به دوران متاخر دوران‌های تاریخی پس از اسلام است و در اردکان، بلوار آیت‌الله خاتمی، تقاطع جاده ترانزیت واقع شده و این اثر در تاریخ ۱۵ دی ۱۳۸۷ با شمارهٔ ثبت ۲۴۳۶۶ به‌عنوان یکی از آثار ملی ایران به ثبت رسیده است.